# Diopatra neapolitana
Espèce
Le ver à tube, Diopatra neapolitana, est une espèce de vers annélides polychètes marins de la famille des Onuphidae.

## Référence
Delle Chiaje, 1841 : Descrizione e Notomia degli Animali Invertebrati della Sicilia Citeriore osservati vivi negli anni 1822-1830. Tomo 3 Molluschi Acefali, Bracciopedi, Cirropedi, Crostacei, Anellosi.